# Alliance Air
Alliance Air (AITA:9I/OACI:LLR) (auparavant Air India Regional) est une filiale en propriété exclusive de Air India qui a été fondée en 1996. La compagnie aérienne exploite principalement des itinéraires régionaux en Inde dans le cadre du programme régional de connectivité du gouvernement. Alliance Air a été fondée en 1996 et faisait partie des compagnies aériennes Indian Airlines défunctées. En 2007, lorsque Indian Airlines a fusionné avec Air India, il est devenu le bras régional d'Air India fonctionnant sous une nouvelle identité comme Air India Regional. En mars 2017, la compagnie aérienne a de nouveau été renommée Alliance Air.

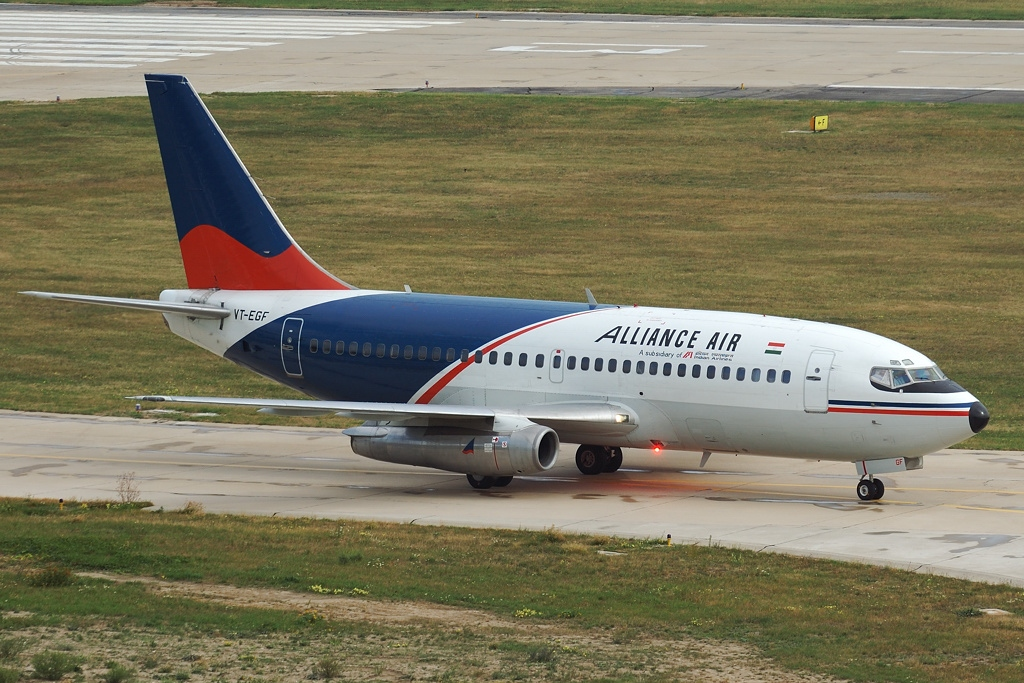
Un Boeing 737 d'Alliance Air, en 2007.

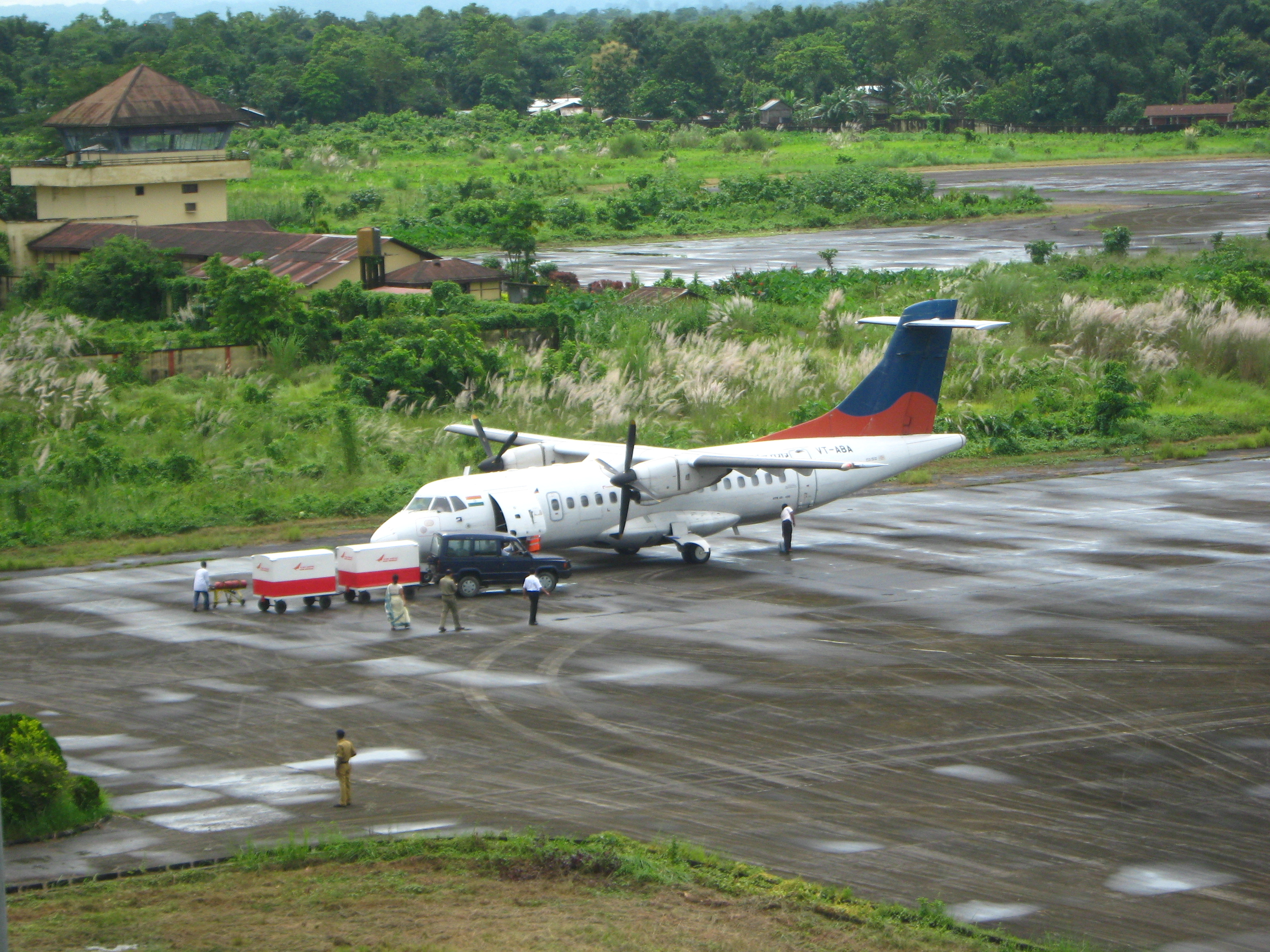
Un ATR 42 d'Alliance Air, en 2010.

## Flotte
En mars 2018, Alliance Air utilise les appareils suivants :
- 14 ATR 72
- 3 ATR 42